# Hugh Masekela
Hugh Masekela   (Witbank, 4 d'abril de 1939 - Johannesburg, 23 de gener de 2018) va ser un trompetista, compositor i cantant sud-africà, descrit com el pare del jazz en aquest país. És reconegut per les seves cançons protesta en contra de l'Apartheid així com per aconseguir diverses nominacions als Premi Grammy i un número 1 el 1968 amb la cançó Grazing in the Grass. Va estar casat amb la cantant i activista Miriam Makeba.